# Csernojevics Arzén
Csernojevics Arzén (III. Arsenije Čarnojević, Csarnojevics Arszenije, Arsenius;  – Арсеније III Чарнојевић – Аесеније III Црнојевић – Αρσένιος Τσιρνόγεβιτς) (Cetinje-Bajice, 1633 körül – Bécs, 1706. október 27.) ipeki (ma Peja) pátriárka, majd szentendrei (krusedoli) metropolita. 

## Élete

### Ifjúkora és pátriárkai kezdőévei
Egészen fiatal fiúként Montenegró vidékéről került Ipek szerb patriarkátusi kolostorába. Kora ifjúságától kezdve a szerb népet összefogó, identitást adó erőt látott az ortodox keresztényi hitben és egyházban. A 16–17. században az Ipeki (Peć) Patriarkátus egy szervezetben kapcsolta össze a közép-európai és balkáni szerbek csoportjait. A szerbek (minden szerb!) egyesülésének, egyesítésének eszméje megerősödött. A szerb nemzettudat kifejlődése felgyorsult.

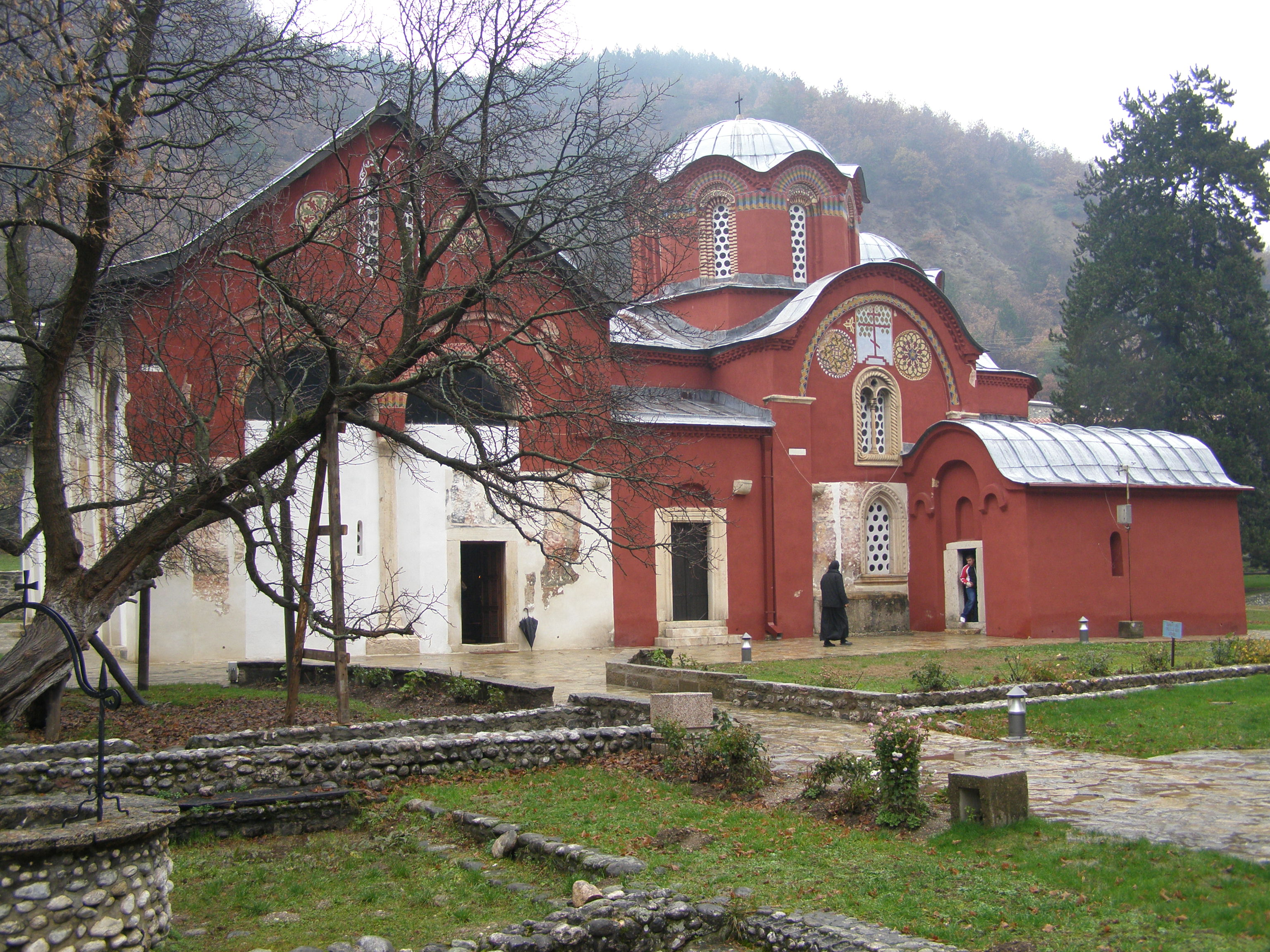
A Pártiárka-kolostor Pejëben

A kolostorban Szkopjei I. Szent Maxim (Skopljanac) (1655–1672 †1680) pátriárka következetesen képviselte az ortodox kereszténység önállóságát, függetlenségét Rómától. Ellenezte a két egyház unióját. A szerbek egyházi egységének megteremtését és megőrzését tartotta egyik feladatának. Ő volt mestere (mentora) Arsenijének. Súlyos betegsége akadályozta pátriárkai hivatása teljesítésében, ezért a fiatalon pappá, majd püspökké szentelte (1669) Arsenijét –, aki előbb a kolostor apátja (Archimandrita) is lett (1665) – Hvosno metropolitájaként a pátriárka helynökének választották (1669). Maxim pátriárka – betegsége állandósult és súlyosbodott – még a halála előtt visszavonult. Arsenijét a patriarkális szinódus – 39 évesen – az Ipeki (Peć) Patriarkátusban a szerb ortodox egyház 23. pátriárkájává választotta (1672 tavasza).
Kanonikus látogatásokat tett a Patriarkátus templomaiban, kolostoraiban (Bosznia-Hercegovina, Szerémség, Braničevo (a középkori szerb királyság északkeleti területe) – Szendrő, Žica, Braničevo kolostorok (1674, 1676, 1677, 1678). Célja volt az egyház tekintélyének érvényesítése, befolyásának szélesítése az emberek közt. A szerbek alakítsák ki, őrizzék, erősítsék meg magukban a szerb-nemzeti tudatot. – A török uralom terjedése ellen, a kereszténység védelmében, összeköttetést igyekezett találni Európában az iszlámellenes egyházi-politikai erőkkel. Meglátogatta a bari katolikus érseket. Remélte, hogy rajta keresztül a Velencei Köztársasággal sikerül kapcsolatba kerülnie (1673). – Moszkvában, küldöttei a balkáni pravoszláv létesítmények segélyezését igyekeztek elérni. Később a Habsburg Birodalom területére települt szerbek politikai és anyagi támogatásáért I. Péter cárhoz is küldött követséget (1698).
Elzarándokolt a Szentföldre (Jeruzsálem, Nagy Szabbász-lavra kolostor). Közben felkereste az Athosz-hegyi kolostorokat (1682–1683).

### A török elleni háború a Balkánon (1687–1690)
A 17. század végén a balkáni szerb területekre is kiterjedt a Szent Liga Oszmán Birodalom elleni háborúja. A harcok első éveiben (1685–1687) Magyarország nagy része felszabadult a töröktől. – A szövetségesek nagyharsányi győzelme (1687. augusztus 12.) után – a Szerémség, Szlavónia és a megszállt Erdély területeinek birtoklása – lehetővé tette a magyar határoktól délre, a középkori magyar melléktartományok területére irányuló támadást. Elfoglalták Belgrádot (1688. szeptember 6.). – Folytatódtak a keresztények sikerei (1689). Bevették Ništ (1689. szeptember 24.) és a bolgár Vidint (1689. október 13.). Kiterjesztették befolyásukat északon Havasalföldre, seregeik délen elérték Koszovót és Makedóniát.

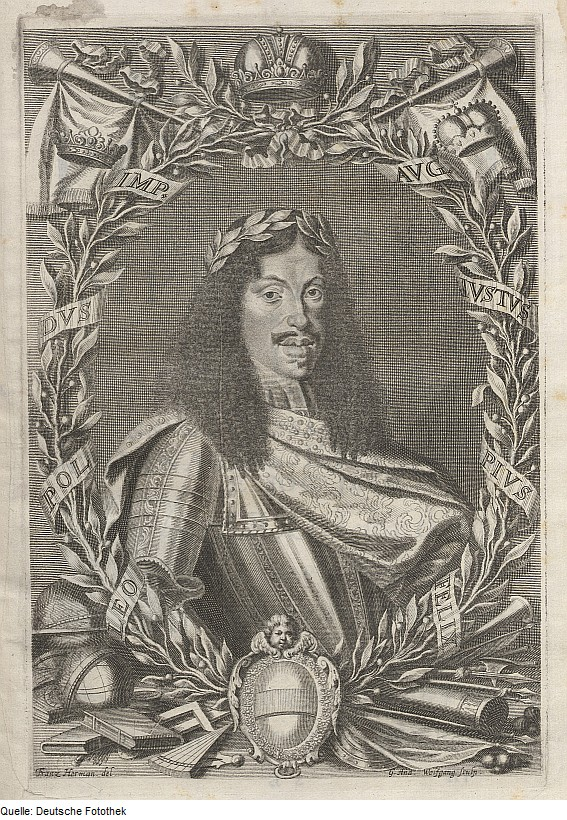
I. Lipót német-római császár és magyar király (rézmetszet, 1673)

A pátriárka – Szentföldi zarándoklata után – újabb kanonikus látogatása közben, a Nyugati-Morava bal partján épült Szent Miklós kolostorban kapott hírt a bécsi kahlenbergi csatáról, a törökök vereségéről (1683). A Porta bizalmatlan volt vele. Elfogták, és csak váltságdíj ellenében engedték szabadon. Élete ezt követően sem volt biztonságban, így a montenegrói Nikšićbe kellett menekülnie (1689. november). Cetinjében értesült a keresztény seregek újabb sikereiről és innen hívták, várták mielőbb haza – pátriárkai kolostorába – hívei.
Miután a szövetségesek eljutottak a szerbek lakta központi területekhez (a középkori Szerbia: Raška, Koszovó, Metohija (en) és Macedónia) I. Lipót császár kiáltványban kérte és felszólította a balkáni országokat, népeket – így a szerbeket, egyházi vezetőiket – a török elleni harcra, a keresztény szövetségesek támogatására. Arsenije pátriárka találkozott a szövetségesek balkáni harcait vezető tábornokkal, Enea Silvio Piccolomini (1643–1689). Megállapodtak, hogy a szerbek, a törökök elleni felkeléssel segítséget nyújtanak a császári seregeknek. Felajánlották szolgálataikat I. Lipót császárnak.
A császári csapatok Isztambul felé tartó balkáni előnyomulása megakadt. A Német-római Birodalom nyugati határainál a franciák támadása (1688. szeptember 8.) a Habsburg császári hadsereg megosztását kívánta. A két fronton – nyugaton és délkeleten – egyidejűleg eredményes támadásra nem került sor. – A törökök megállították a szövetségeseket, és sikeres volt az ellentámadásuk. A Kaçaniki-szorosban vereséget mértek az osztrákokra (1690. január 1). Küprülü Musztafa nagyvezér (1689–1691) ,  sorra foglalta vissza a balkáni várakat, a szerbek lakta területeket.

#### A vándorlás kezdete
Legtöbb városban és környékén a szövetségesek harcai pusztítással jártak. Előfordultak rablások is. Egy idő után a „felszabadító” csapatok tettei elégedetlenséget, olykor ellenállást váltottak ki az ortodox lakosságban. Különösen az Üszküpben történtek keltettek a környék lakosaiban ellenérzést. A szerb katonák közül többen elhagyták a keresztények hadseregét. – A visszatérő törökök kegyetlen pusztítása – mészárlása, rablása – elől a szerbek a visszavonuló szövetségesekhez csatlakozva, családostól tömegesen menekültek északnyugati irányba. Biztonságosabbnak tudták életüket, vallásuk gyakorlását és egyházuk működését a Habsburg császárságban, mint az Oszmán Birodalomban. I. Lipót császár levélben a törökökkel szembeni ellenállásra, felkelésre szólította fel őket, és egyben ígéretet tett arra, hogy országában – az Oszmán Birodalomhoz hasonló – egyházi szabadságot, vallásgyakorlást és biztonságot ad nekik (1690. április 6.). „…a menekülők sorsa csupa bizonytalanságot rejtett”. Arsenije pátriárka velük tartott. A menekülők úgy érezhették, hogy az egyház védelme alatt állnak, az egyház segíti őket.

|  | „И дан и ноћ бежећи са својим осиротелим народом од места до места као лађа на пучини великог океана бегству се дајемо чекајући када ће заћи сунце и преклонити се дан и проћи тамна ноћ и зимска беда којa лежи над нама” | (Nappal és éjjel menekülve elárvult népemmel az egyik helytől a másikig mint egy hajó a végtelen nagy óceánon menekülünk várva mikor fog a nap lenyugodni és mikor ér véget a sötét éjszaka és a tél nyomora, mely gyötör bennünket.) |

#### A szerbek nagy kivándorlása(Велика сеоба Срба; Velika seoba Srba)
A menekülők a szövetséges csapatokkal együtt értek Belgrádhoz, a középkori szerb állami területek határrészéhez, a Duna és a Száva folyók találkozási vonalához. A törökök a városhoz közeledtek, amikor Belgrádban, a pátriárka kezdeményezésére, összehívták a szerbek egyházi nemzetgyűlését (Beogradski Sabor – 1690. június 18). Az áprilisi levélben megfogalmazott császári ígértek megtartásában bíztak. Kérték az uralkodót: szervezett és nagy lélekszámú csoportjuk a török hódoltságot megelőző (1541 előtti), Magyar Királyság területére mehessen. A töröktől felszabadított országrészben letelepülhessen. A kiváltságokat kérő levelüket Gyakovics Izaiás (Isaija Đaković (sr)) (?–1708) vitte el Bécsbe. I. Lipót császár kiváltságlevelében kéréseik jelentős részének teljesítését megígérte, biztosította (1690. augusztus 21.). A kiváltságlevél megismerése és elfogadása után a szerbek átkeltek a Dunán, illetve a Száván. A menekülők a Magyar Királyság területére jutottak. Az utolsó csoport az ellenséget megelőzve a folyók bal partjára került (1690. október 6). A törökök visszafoglalták Belgrádot (1690. október 12.)

### Metropolita az új hazában

#### A menekülők letelepedése
Az I. Lipót és az őt követő Habsburg uralkodók (I. József; III. Károly) által adott, megerősített és kibővített kiváltságok körülírták a Magyarországra érkezett, letelepedett és berendezkedett szerbek egyházi és az azzal szorosan összefüggő világi jogait. Nemzeti közösségük (együtt az előző évtizedekben, századokban Magyarország területére betelepedett szerbekkel) az autokefál görögkeleti egyháznak teoktratikus állami kormányzáshoz hasonlatos formájában szerveződött.

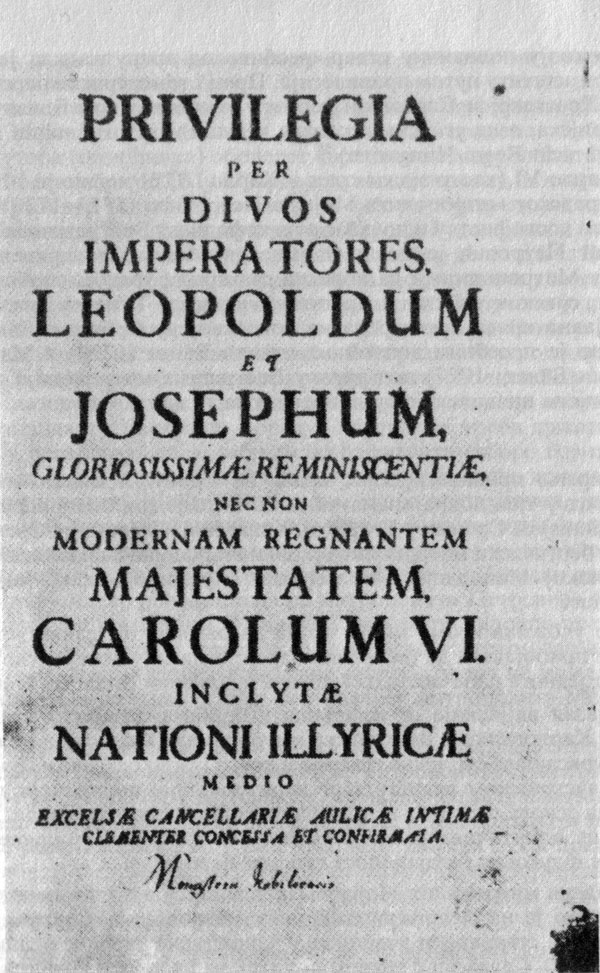
A szerb (illyr) nemzet kiváltságlevele (1732)

Az uralkodók adta kiváltságok lehetővé tették:
- Egyházuk vezetőjét (érsekét) saját szokásuk szerint, maguk közül választhatják.
- Az „érsek… szabadságában áll… valamennyi görög szertartású keleti egyházzal rendelkezni, püspököket felszentelni, papokat a monostorokba rendelni, templomokat… építeni, a városokba és falvakba… papokat helyezni…” ahonnan senki sem űzheti el és egyházi munkájukban nem „háborgathatja” őket.
- „…az egyházi rend felett senki világinak nem lehet hatalma… az érsek joga a tőle függő egyháziakat az egyházjog, vagy kánonjog szerint büntetni…”
- A szerb nemzetiséget saját hatósága igazgatja. A közösség vezetője egyházi és világi tekintetben az érsek.
- A dézsma, az adók és a katonák beszállásolásának kötelezettsége alól mentesültek.
- Az örökös nélküli vagyon az egyházra száll.

A kiváltságokért az uralkodó megkövetelte a személye iránti teljes és odaadó hűséget.

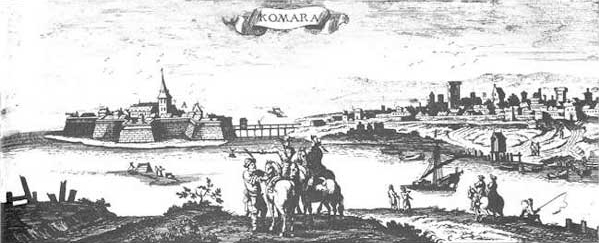
Dunai sajkások Komáromnál

A török állam hatalma alól kikerült (menekült) szerbek azt akarták, hogy a Balkánon érvényben volt önkormányzati rendszert a Habsburg főhatalom alatt is megtartsák, és úgy kössenek eredményes kompromisszumokat, megállapodásokat. Szándékuk megvalósulását nehézzé tette a Magyar Királyság állami sajátossága, jogrendje. Így a Habsburg uralkodóház érdekei, a Magyar Királyság jogrendjét érvényesíteni hivatott magyarországi intézményrendszer intézkedései és a magyar államiság területére telepedett szerbség önkormányzati (függetlenségi) törekvése együttesen befolyásolta a 17. század végén a Magyar Királyság területére menekült szerbek életét.
Magyarország töröktől felszabadult területein eltérő gyorsasággal, de újra szerveződöttek, majd működésükben megerősödtek a Magyar Királyság különböző állami intézményei (rendi országgyűlés; nádor; nemesi vármegye; fő- és alispán stb.) és a római katolikus egyházmegyék.

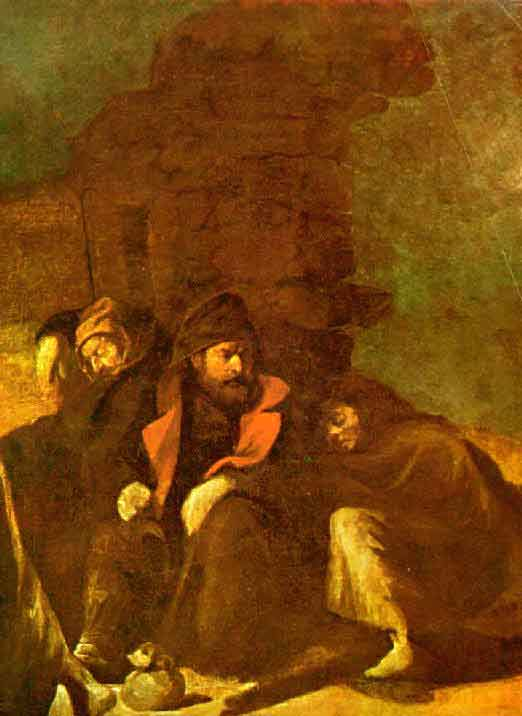
Szerbek éjjeli őrsége

A menekülők, majd betelepülők száma kb. 30 000 és 100 000 között ingadozhatott.   Útjuk a Duna jobb partján, a Szerémségen át Baranyába, valamint a mohácsi síkon keresztül, Baját érintve egészen Kevéig, Budáig és Szentendréig vezetett. Egyes csoportok még tovább tartottak Esztergom, Komárom és Győr felé. Néhányan már útközben megálltak, vagy más irányba mentek. 1690-ben is voltak menekülő csoportok, amelyek a Szerémség, a Duna–Tisza köze, Szabadka, vagy Szeged vidékén maradtak. Ekkor, a Magyarországra települt szerbség központja a 6000 fős szerb lakosú Szentendre volt. – A törökök amnesztiát hirdettek a visszaköltözőknek. Voltak visszatérők, ám újabb csoportok is érkeztek.

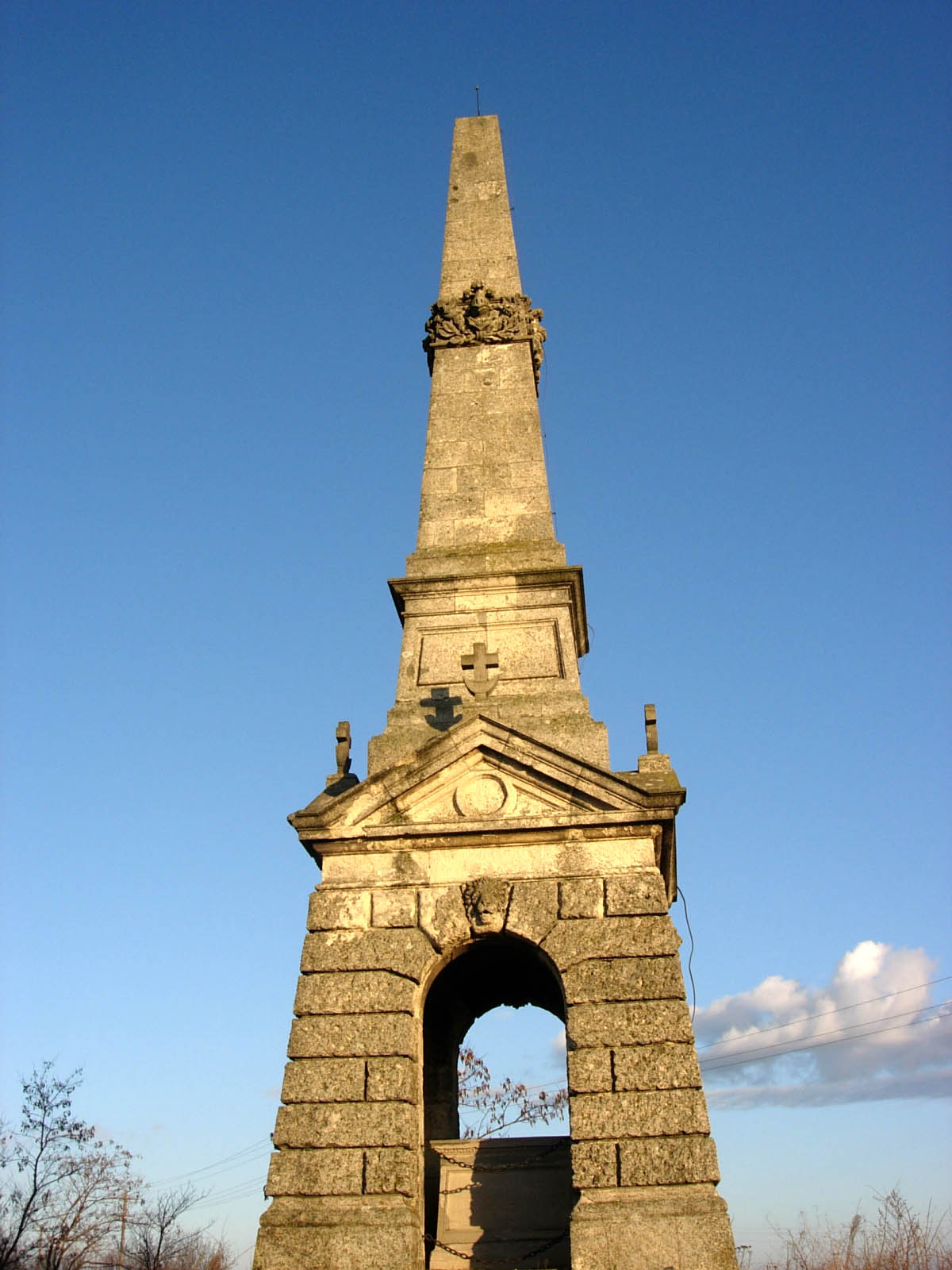
Szalánkeménnél a török elleni csata emlékműve

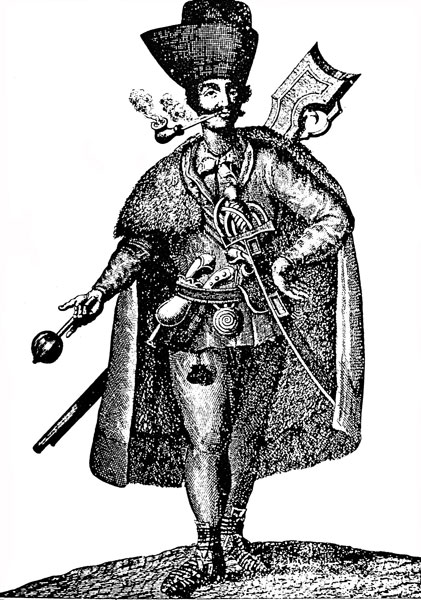
Szerb határőr

A szerb népi katonai csoportok részt vettek és jelentős szerepet játszottak az újra és újra ismétlődő török támadások megállításában, a felettük aratott győzelmekben. Hozzájárultak a felszabadított területek megőrzéséhez (Szalánkemén – 1691. augusztus 19.; Pétervárad, Titel, Lugos, Temesvár – 1694–1695; Zenta – 1697. szeptember 11.).
Az Oszmán Birodalom és a Szent Liga államai Karlócán békét kötöttek (1699. január 26.). Befejeződött az 1683-ban kezdődött háború. A béke értelmében a Magyar Királyság nagy része, Erdély és Szlavónia megszabadult a török-uralomtól. A balkáni szerb-területek továbbra is az Oszmán Birodalom fennhatósága alatt maradtak. Így a béke megkötése döntő következménnyel járt a Magyarországra menekültekre. Világossá lett, hogy nincs egyhamar remény visszatérésre hazájukba. Ettől kezdve már nem vendégek, hanem állandó lakosai kell legyenek Magyarországnak.

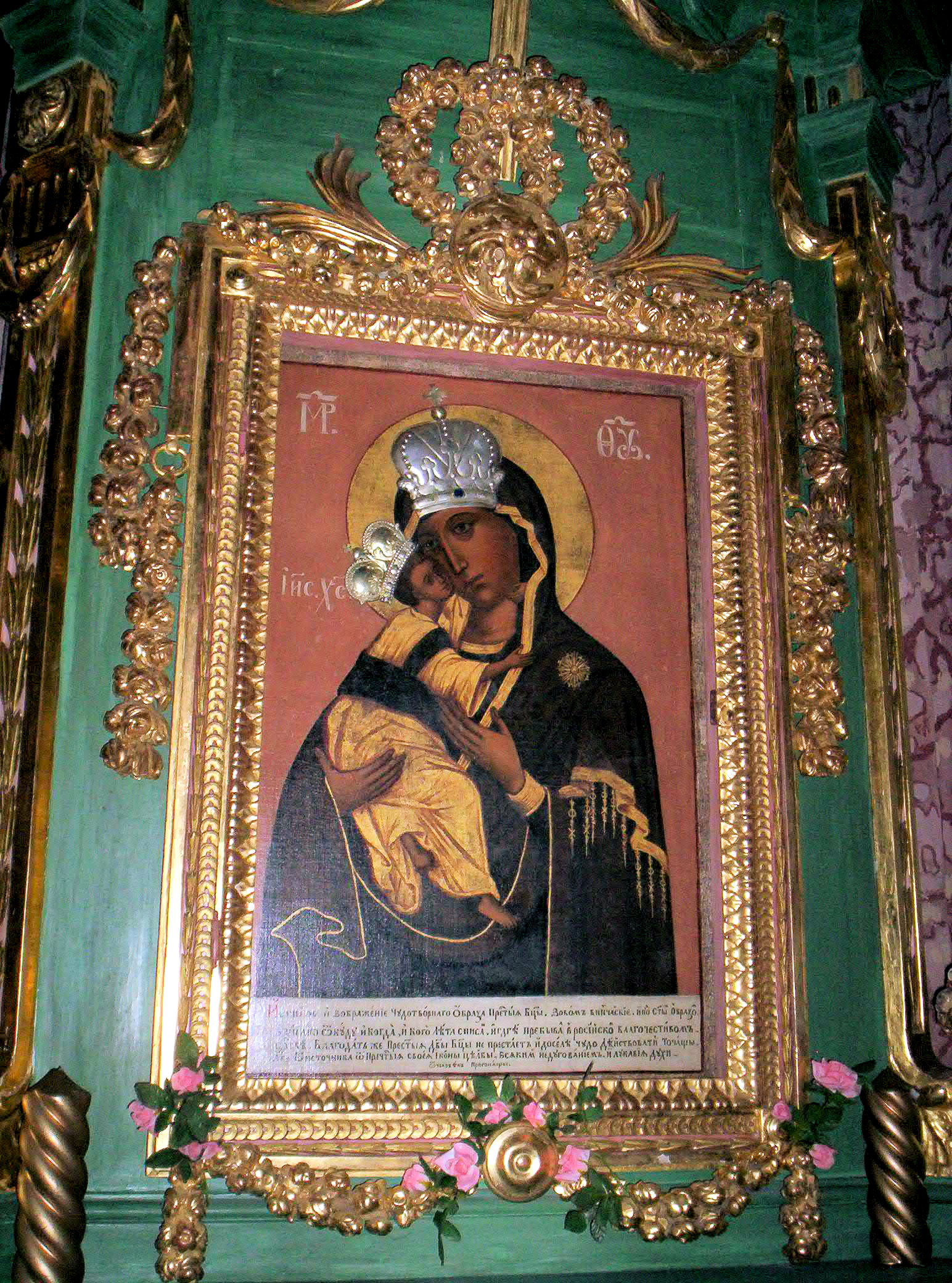

Az Udvar elkezdte a töröktől felszabadított területek új közigazgatásának kialakítását. Megindult a szerbek áttelepítése északról délre (1694), de a császár még ekkor „…kilátásba helyezte azt is, hogy ha sikerül Szerbiát felszabadítani, akkor visszatelepedhetnek őseik földjére” (1694. május 31.). – Az áttelepítés helyéről több elképzelés megfogalmazódott. Végül azonban a Duna–Tisza közének Szeged–Baja vonalától délre található területekre és Erdélytől a Maros, Tisza és a Száva mentében, nyugatra egészen az Una folyóig szervezendő határőrvidékekre „irányították” a letelepülni szándékozó szerb menekülteket. Határőrizési feladatokkal katonai egységekbe kívánták szervezni őket (határőrség). Hozzáfogtak a civil (földműves, iparosok és kereskedők), valamint a katonai feladatokkal megbízott lakosság szétválasztásához. Az újabb területi átrendezés konfliktusokkal járt az Udvar és a szerbek között is, de különösen kiélezte az ellentéteket a letelepedő szerbek és az újjászerveződő magyarországi megyék, s azok lakói közt.
Az Udvar igyekezett a pátensekben adott kedvezményeket érdekei szerint módosítani, és csak a katonai feladatokat végző csoportok tagjaira, családjaikra szűkíteni. A tárgyalásokban a pátriárkának meghatározó szerepe volt, hiszen a szerbek magatartását egyházi vezetőik állásfoglalása szabta meg. – A pátriárkát a bécsi tárgyalásainál segítették a szerbek más vezetői: Gyakovics Izaiás, Brankovics György, Jovan Monasterlija (en) stb. – Arra törekedett, hogy az uralkodó(k) kiváltságleveleiben megfogalmazottak sértetlenül megvalósuljanak, bővüljenek. A területi meghatározottsággal együtt és a vallásszabadságot biztosító rendelkezéseken túl a szerb államiság politikai jellemzőit is érvényesítendőnek kívánta.

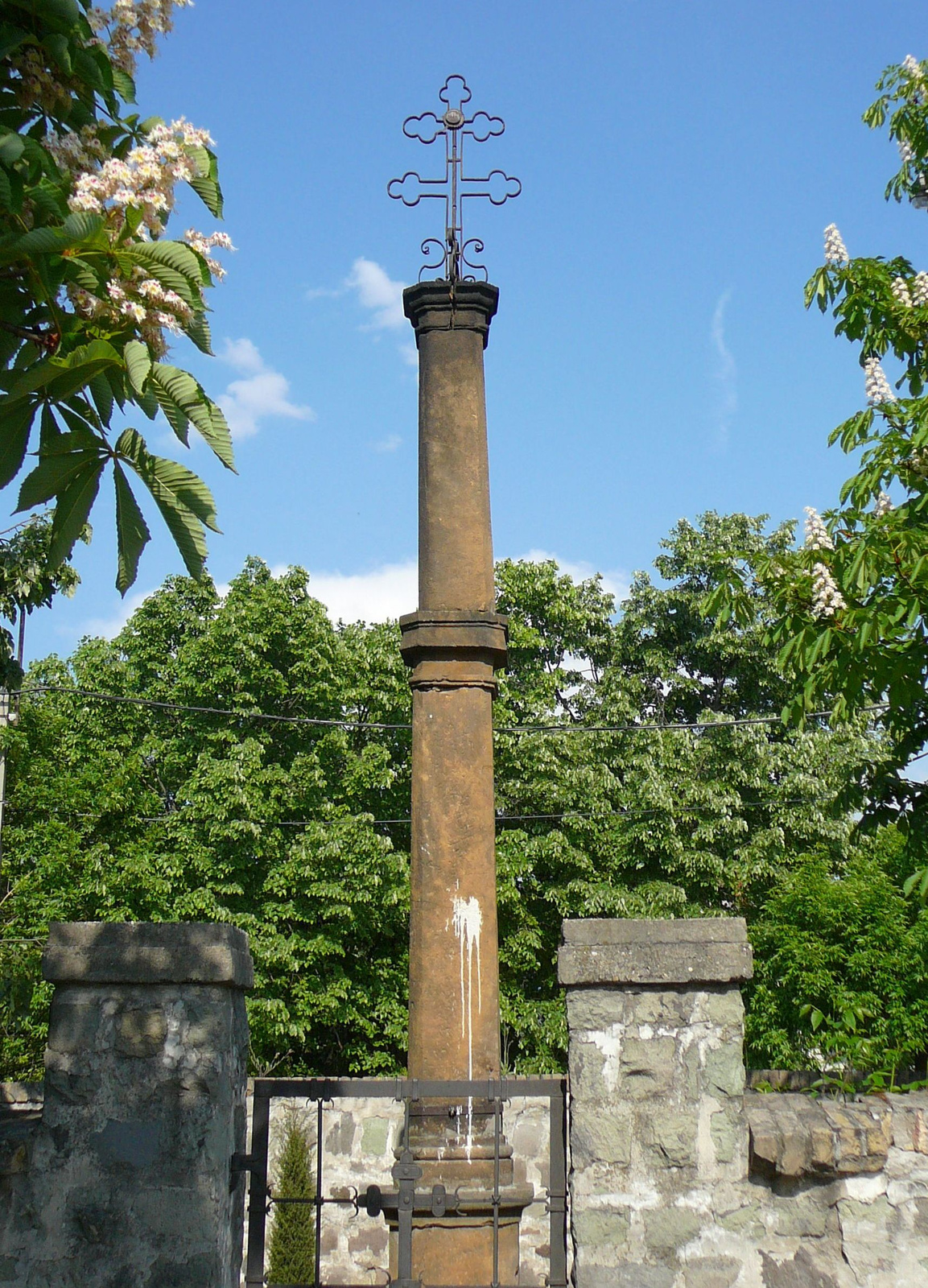
Kálvária Szentendrén

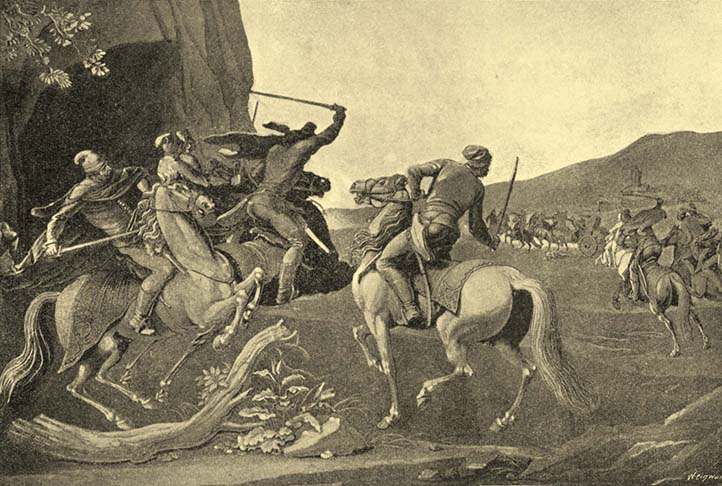
Rugendas: Csata az 1700-as évek elején

A Rákóczi-szabadságharc idején a magyarországi szerbek – az Udvar kérésére is – Bécs törekvéseit, harcát támogatták, fegyverrel segítették. A Rákóczi kezdeményezte tárgyalási kísérletek kudarcba fulladtak (1703, 1704). A fejedelem kérte és sürgette, csatlakozzanak hozzá (1704. szeptember 2.). Egyházi vezetőjüket, a metropolitát, külön levéllel hívta megegyezésre, megbékülésre. – Véres harcok folytak a kurucok és a szerb határőrök, ill. a szerb népi katonai egységek között.

#### Az egyházszervezet alapjainak kiépítése

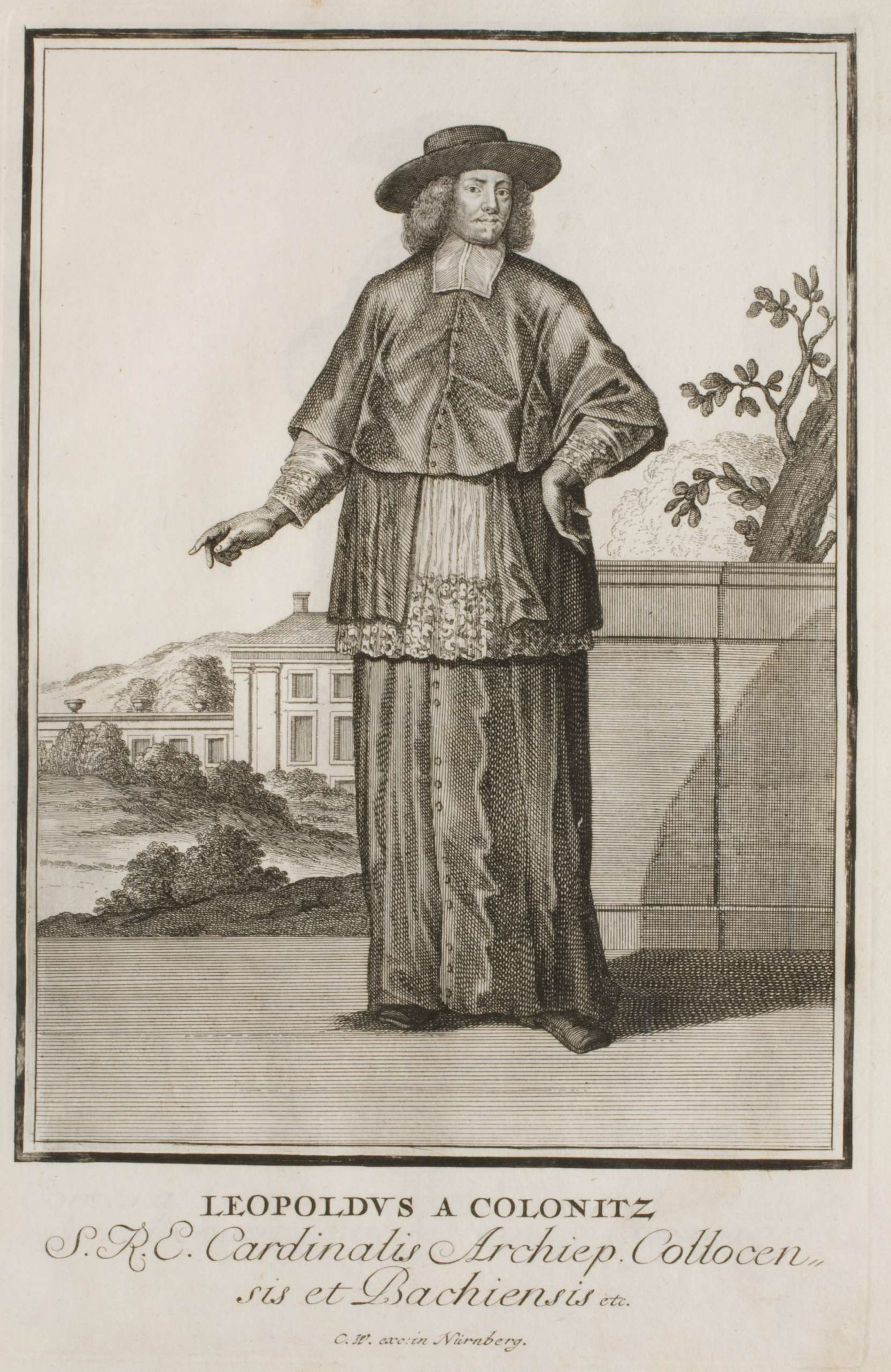
Kollonich Lipót (rézmetszet, 1703)

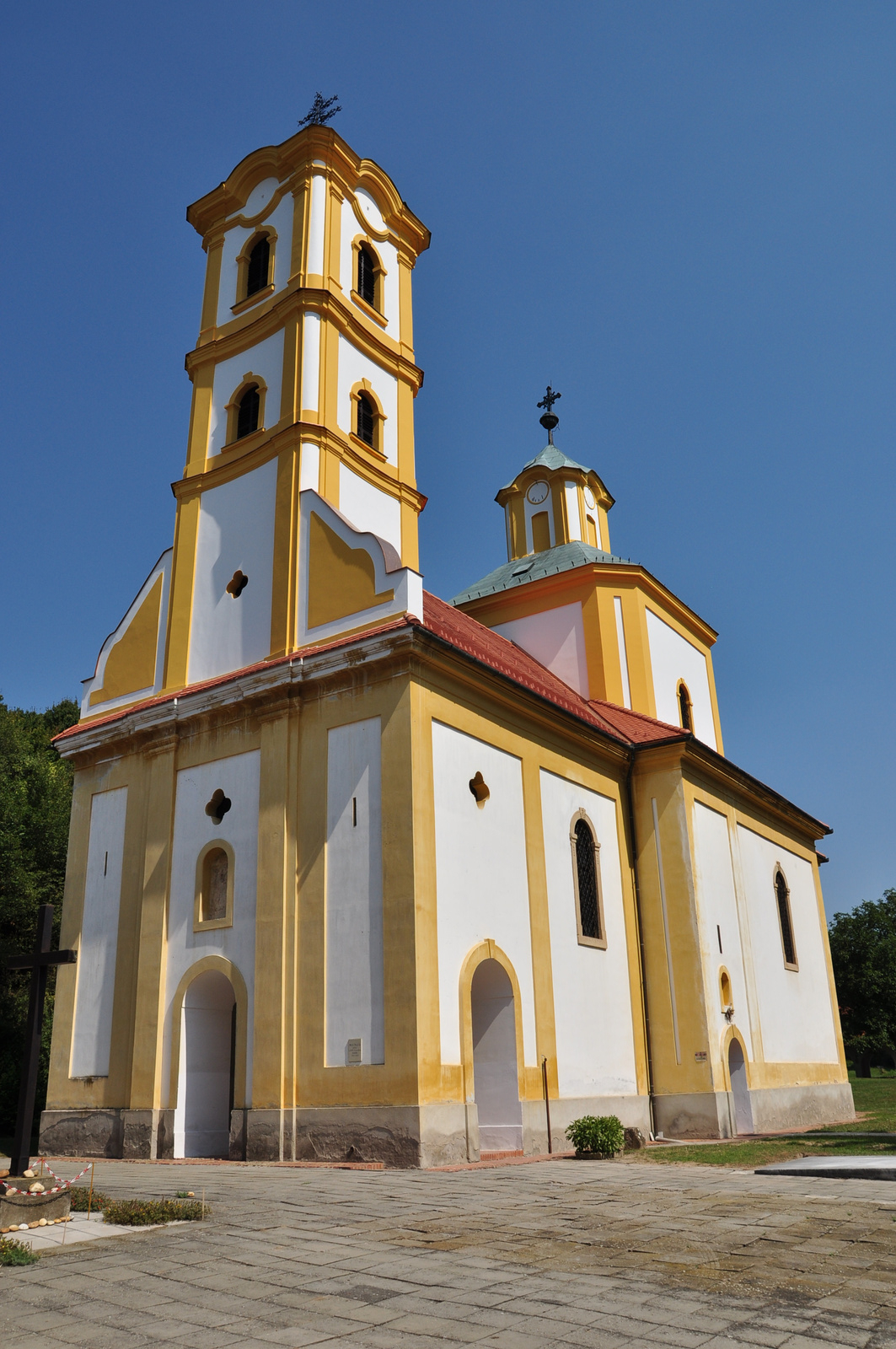
A kolostortemplom Grábócon

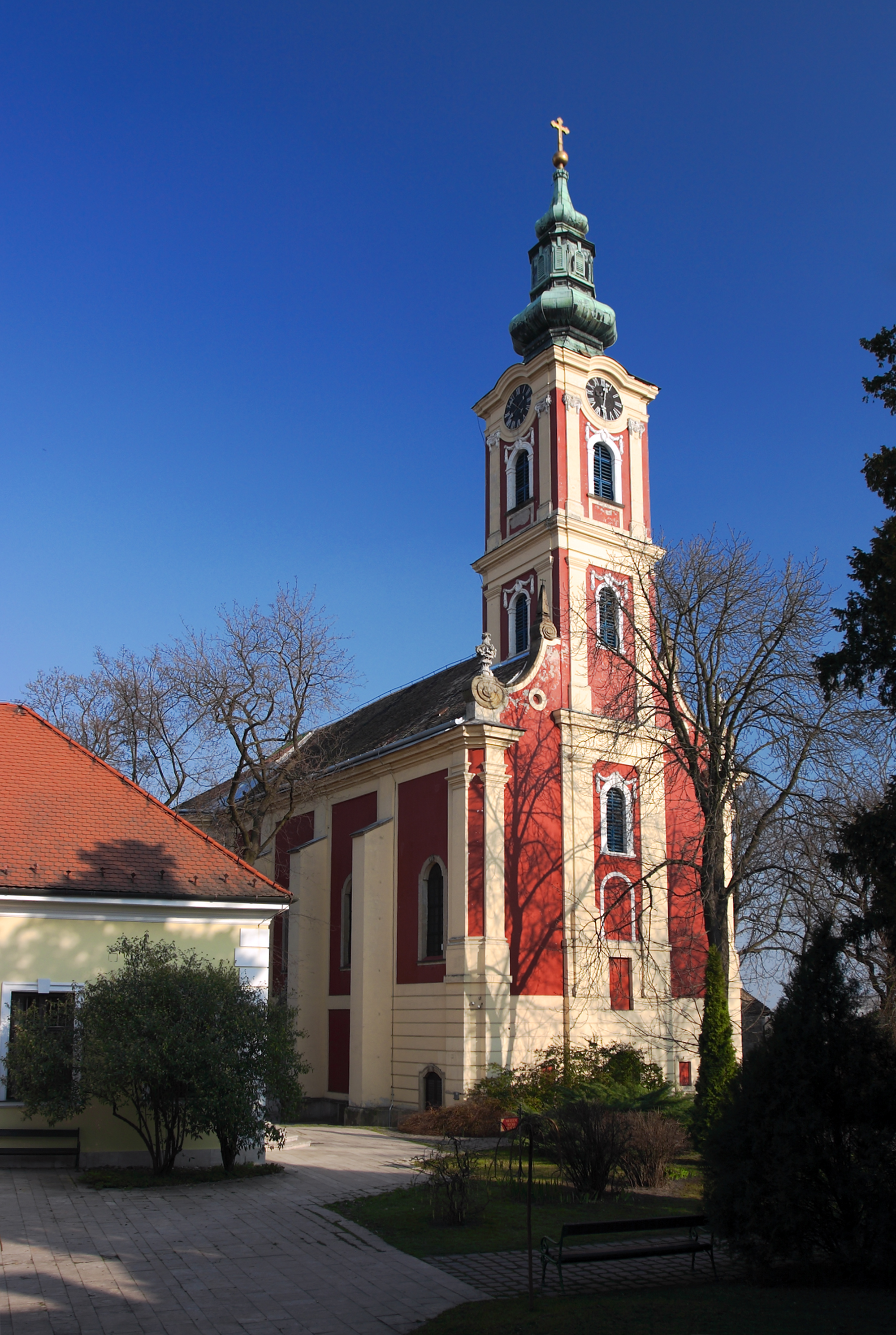
Szentendre, ortodox püspöki székesegyház

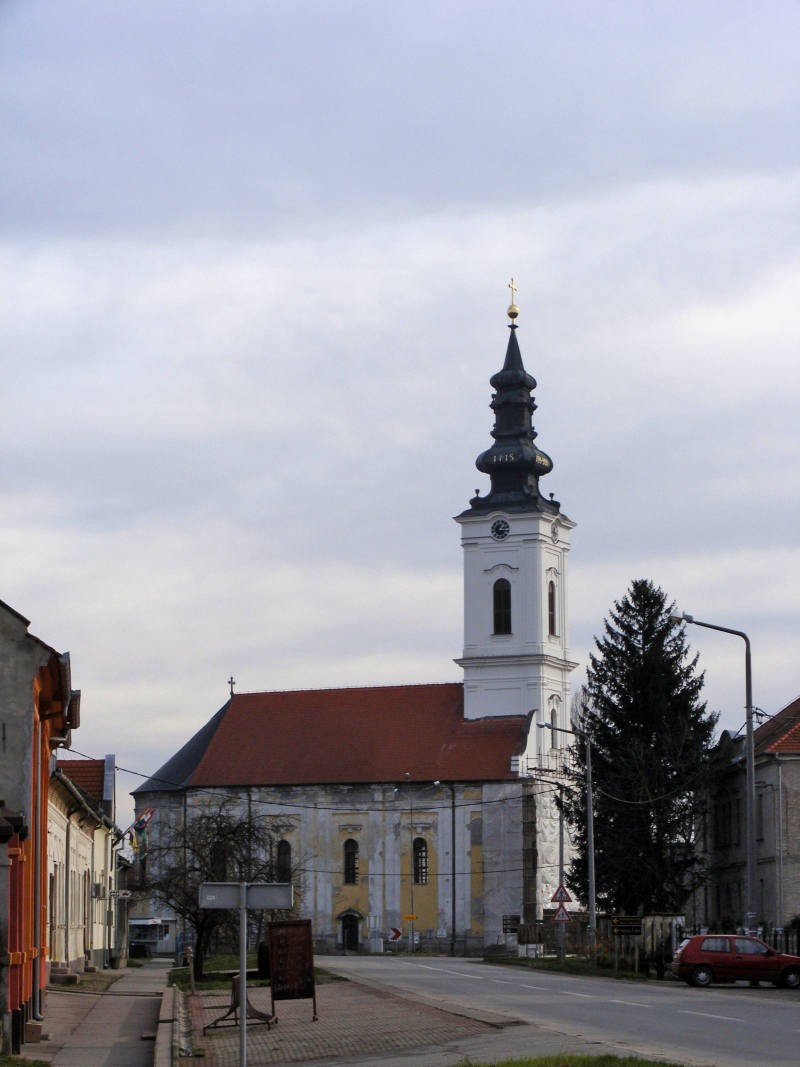
Dálya, pravoszláv templom

A magyarországi területen az első évtizedben nem volt főpapi székhelye. Azokon a vidékeken, településeken tett látogatásokat ahol nagyobb szerb közösség élt. Szentendrén lakott, de a szerbek egyházi vezetőjeként járt Szőregen (Sirigu), a szerémségi Hopovo kolostorban, Dunaszekcsőn (Sečuju), Futakon (Futog) és Pakrácon (Pakrac). A töröktől felszabadított országrészeken megerősödött a római katolikus egyház terjesztő tevékenysége. A szerb ortodox csoportoknál megakadályozta a katolikus egyház (és az Udvar) törekvését, az unitus püspökségek sikeres megszervezést. Az egyházi unió elleni harca eredményeként I. Lipót császár kénytelen volt 7 ortodox szerb püspökség megalapítását elismerni (1694. – Temesvár, Károlyváros (Felső-Karlóca), Szeged, Buda, Pécs, Versec, Eger (Nagyvárad). – A magyarországi szerb nemzeti egyházat kiépítő terveinek megvalósulását Kollonich Lipót különösen ellenezte és akadályozta.
Rendeznie kellett (kényszerült) a Magyarországon/Horvátországban/Szlavóniában megszervezésre került ortodox autokefál szerb püspökségek egyházjogi viszonyát az Oszmán Birodalom területén újjászervezett Ipeki (Peć) Patriarkátussal és Erdély ortodox román püspökségével. Az Ipeki (Peć) Patriarkátustól történő elkülönülés pontosítása az Oszmán illetve a Habsburgok Birodalmának is érdeke volt. – A török területeken élő Ipeki (Peć) Patriarkátus élére új pátriárka, I. Kalinik (Callinicus I.), került (1693). I. Lipót megtiltotta, hogy Arsenije Čarnojević (Csernovics Arszén) a Magyarországon/Horvátországban/Szlavóniában – a Habsburg uralkodói fennhatóság alatti területeken – pátriárkai joghatósággal gyakorolja a szerb püspökségek egyházi vezetését és a „pátriárka” megnevezést (címet) használja. Azokon a felségterületeken az ortodox szerb püspökségeket összefogó vezetést, csak mint metropolita végezhette. A metropolita állandó székhelyének Szentendrét jelölték ki és korlátozták a mozgását is. (1701. október 8.) – A Rákóczi-szabadságharcban az Udvart támogatta. Hűségéért és szolgáltaiért feloldották az utazási tilalmat, illetve a lakóhelyét is – az adományként kapott birtokai területéhez igazodva – változtathatta (Dunaszekcső (Sečuj), Szircs (Sirač), Dálya (Dalj)). – Arra törekedett, hogy a metropolitai joghatósága alá tartozó ortodox püspökségek az Ipeki kolostorral, mint az ortodox szerbek legszentebb helyével lelki kapcsolatban maradjanak.

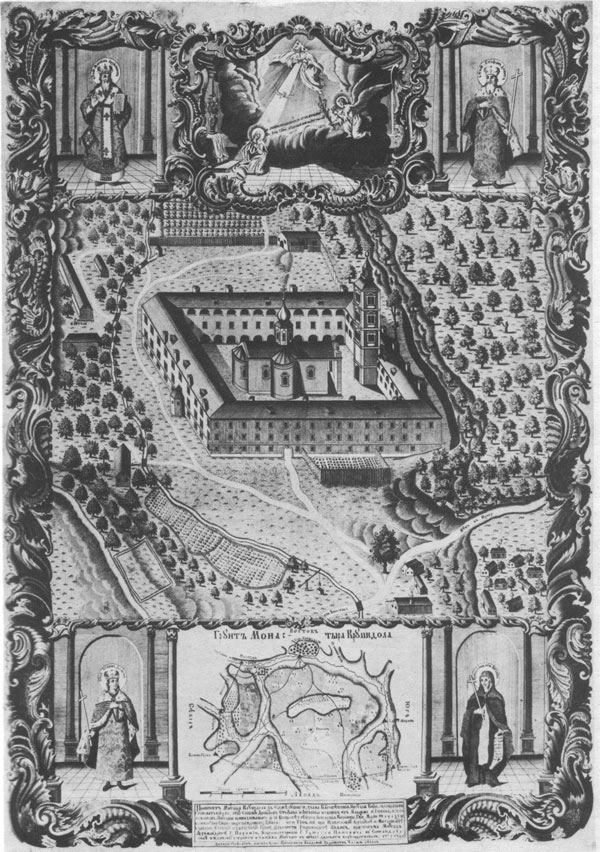
A Krušedol kolostor (Zaharije Orfelin, 1775)

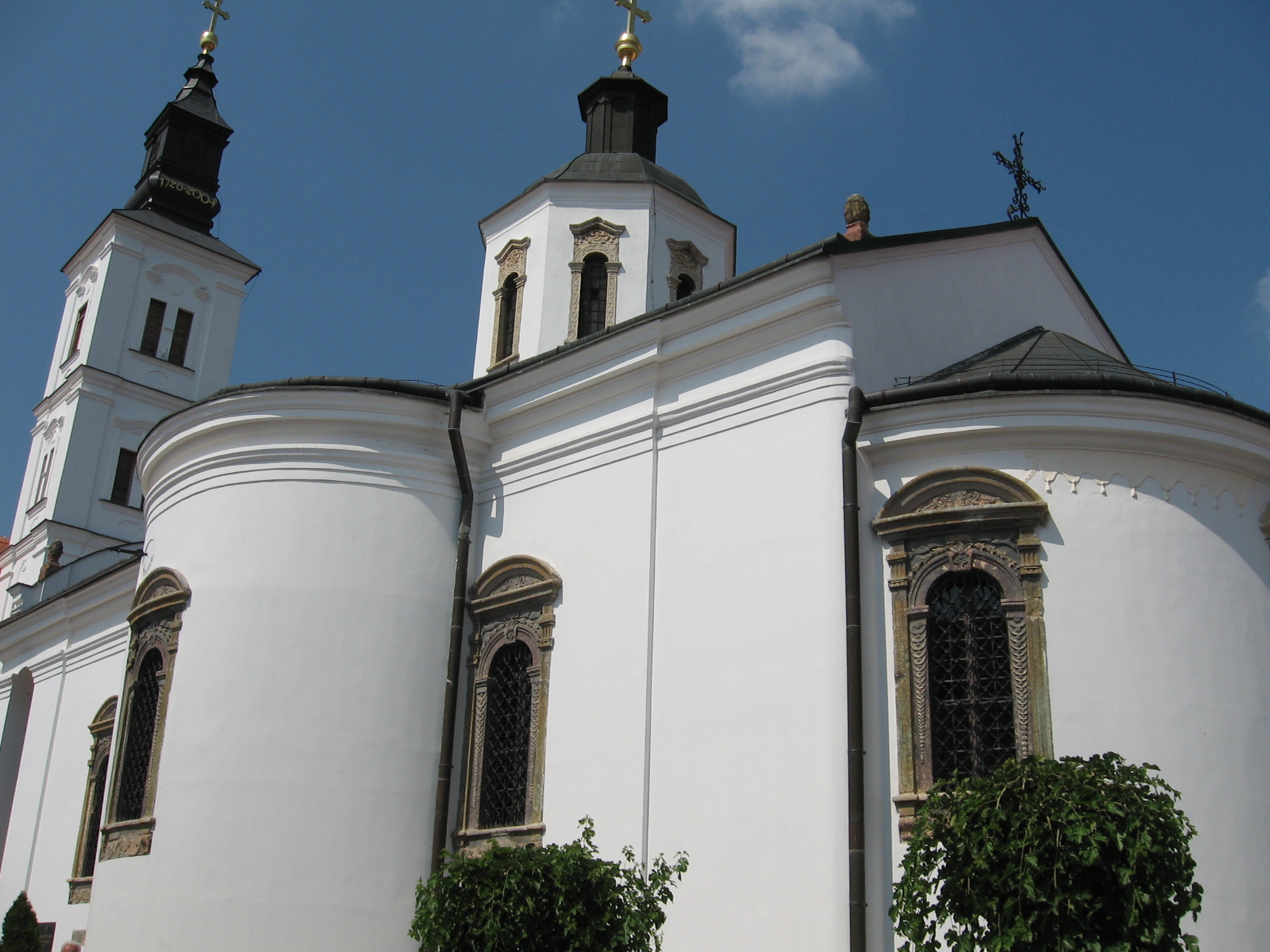
A Krušedol kolostor

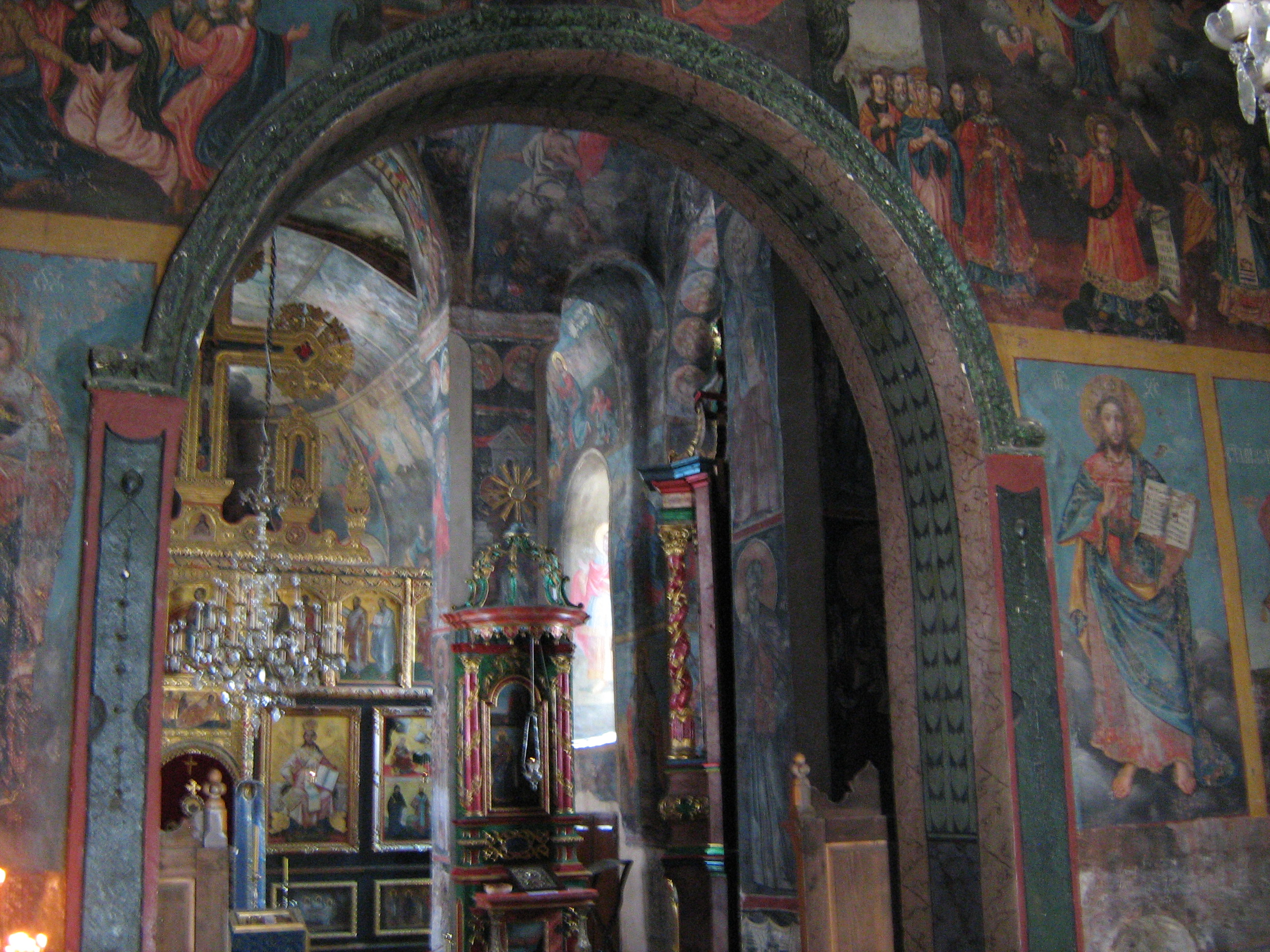
A Krušedol kolostor

Bécsben halt meg, de az őt követő metropolita, Gyakovics Izaiás, a szerémségi Krušedol kolostorban temettetett el. Sírja ott található.
Emlékét őrzi a mai Szentendrén az Arzén utca, amely a Belgrád székesegyháztól 100 méterre fekvő szerb temető mellett halad fel a Szamárhegyre.
|  |  |  |

## Térképek
- Az Ipeki (Peć) Patriarkátus, 1557–1693(?)
- A „Délvidék” egy részének területi felosztása (a karlócai békét követő évtizedek, 1699–1718)
- A görögkeleti egyházmegyék, Osztrák–Magyar Monarchia (1909)